# Ici bébé
Ici bébé (Baby Talk) est une série télévisée américaine en 35 épisodes de 24 minutes. Il s'agit de l'adaptation du film Allô maman, ici bébé. La sitcom est diffusée du 8 mars 1991 au 8 mai 1992 sur le réseau ABC.
En France, la saison 1 avec George Clooney n'est pas achetée, l'acteur étant inconnu pour le public à l'époque. Seule la saison 2 avec Scott Baio a été diffusée à partir du 12 avril 1993 dans l'émission jeunesse Club Dorothée sur TF1. 

## Synopsis
Cette sitcom met en scène les mésaventures de Maggie Campbell et de son bébé, Mickey, qui parle intérieurement.

## Distribution
- Julia Duffy puis Mary Page Keller (VF : Emmanuèle Bondeville) : Maggie Campbell
- Tony Danza (VF : Patrick Préjean) : la voix de Mickey Campbell
- Paul Jessup et Ryan Jessup : Mickey Campbell
- George Clooney : Joe (saison 1)
- William Hickey : Fogarty (saison 1)
- Lenny Wolpe (en) : Howard (saison 1)
- Tom Alan Robbins (en) : Dr Elliot Fleisher (saison 1)
- Michelle Ashlee : Nurse Andrea (saison 1)
- Scott Baio (VF : Éric Legrand) : James Halbrook (saison 2)
- Polly Bergen : Doris Campbell (saison 2)
- Jessica Lundy : Susan Davis (saison 2)
- Francesca P. Roberts (VF : Julia Dancourt) : Anita Craig (saison 2)
- Alicia Johnson puis Cecelia Johnson (VF : Julia Dancourt) : Danielle Craig (saison 2)
- Wayne Collins : Tony Craig (saison 2)

## Épisodes

### Première saison (1991)
1. Titre français inconnu (Baby Love)
2. Titre français inconnu (Star is Newborn)
3. Titre français inconnu (Womb with a View)
4. Titre français inconnu (Trading Places)
5. Titre français inconnu (Give a Sucker an Even Break)
6. Titre français inconnu (Whiz Kid)
7. Titre français inconnu (One Night with Elliot)
8. Titre français inconnu (The Fever)
9. Titre français inconnu (The Big One)
10. Titre français inconnu (Tooth and Nail)
11. Titre français inconnu (Once in Love with Cecil)
12. Titre français inconnu (Out of Africa)

### Deuxième saison (1991-1992)
1. Ça déménage (Starting Over)
2. Qui perd gagne (Your Loss is My Gain)
3. L'Alarme à l'œil (Security)
4. L'Annonce faite à Maggie (Maggie's Personals' Birthday)
5. Faut pas se fouler (Maggie's Left Foot)
6. Classé « flop » secret (I've Got a Secret)
7. Docteur Coin-Coin (Dr. Duck's Jamboree)
8. Les Modèles réduits (Teach Your Children)
9. Quelle dinde ! (Cold Turkey)
10. Noël, c'est cadeau ! (Jingle Fever)
11. Accrochez-vous (Away in a Manger)
12. Le Vrai du faux (The Man Who Would Be Grandpa)
13. Nuit de folie (Now I Know How Lassie Feels)
14. La Boxe, quelle intox ! (Requiem for a Lightweight)
15. Pas de quartier ! (Broadway Baby)
16. L'Échange complet (Prince and the Pooper)
17. La Bataille des fiançailles (The Commitment)
18. L'Affaire Warren (Warren Piece)
19. Le Petit Voleur (The Littlest Shoplifter)
20. Dur comme du métal (He ain't Heavy Metal, he's my Super)
21. Le Mot de la fin (Pop Goes the Question)
22. La Bague au doigt (Wedding Bell Blahs)
23. La Marche nuptiale (Scenes From a Marriage)

## Commentaires
Cette série a été créée d'après le film Allô maman, ici bébé (Look Who's Talking).
L'actrice Connie Sellecca avait initialement le rôle de Maggie, mais non satisfaite du rôle, elle a quitté après le tournage de quelques épisodes, si bien que la série, qui devait débuter en septembre 1990, a été repoussée à la mi-saison. Connie apparaît dans les promotions tournées et diffusées avant son départ.
Pour la deuxième saison, Mary Page Keller a repris le rôle de Maggie, l'action passe d'un loft à New York vers un appartement à Manhattan, les jumeaux ainsi que la voix de Tony Danza ont été conservés, mais aucun des autres personnages.